# Lien Gisolf
Carolina Anna »Lien« Gisolf-Verdam, nizozemska atletinja in hokejistka na travi, * 13. julij 1910, Fort de Kock, Nizozemska vzhodna Indija, † 30. maj 1993, Amstelveen, Nizozemska.
Nastopila je na poletnih olimpijskih igrah v letih 1928 in 1932, leta 1928 je osvojila naslov olimpijske podprvakinje v skoku v višino, leta 1932 pa četrto mesto. Trikrat je izenačila ali postavila svetovni rekord v skoku v višino. Po letu 1932 se je preusmerila v hokej na travi.